# Denise Quiñones
Denise Marie August Quiñones (Ponce, 9 de Setembro de 1980) é uma atriz e rainha da beleza porto-riquenha, eleita Miss Universo 2001. Na edição do concurso disputado em Bayamón, em Porto Rico, seu país, venceu 76 candidatas para tornar-se a quarta Miss Universo porto-riquenha. Após passar a coroa para Justine Pasek, uma panamenha, no ano seguinte, iniciou carreira como atriz no cinema e na televisão nos Estados Unidos e na América Latina.

## Carreira
Denise foi coroada Miss Universo na edição do 50º aniversário do concurso, na frente de seu próprio povo em Porto Rico, vencendo a favorita da noite, a Miss Grécia 2001 Evelina Papantoniou. Residiu pr um ano em Nova York, obrigação contratual com a Miss Universe Organization de todas as vencedoras. No ano seguinte, passou a coroa à sua sucessora, a russa Oxana Fedorova – depois destronada – também em Porto Rico, na edição realizada na capital San Juan.
A partir daí ela dedicou-se a carreira de atriz, inicialmente cursando por dois anos o New York Conservatory for Dramatic Arts. Seus trabalhos como atriz incluem um papel no seriado da rede de televisão Smallville e na versão espanhola da peça Anna in the Tropics, de Nilo Cruz, pelo qual ganhou o prêmio HOLA da Hispanic Organization of Latin Actors. Em 2005, estrelou no papel principal a peça Doña Rosita la soltera, de Federico Garcia Lorca.
Dedicando-se mais ao teatro, no ano seguinte liderou o elenco da peça off-Broadway Zanahorias, uma comédia hispânica pela qual ganhou o prêmio ACE. Atualmente dedica-se mais à carreira de cantora no mercado hispânico.